# Hans Hermann Dieckvoß

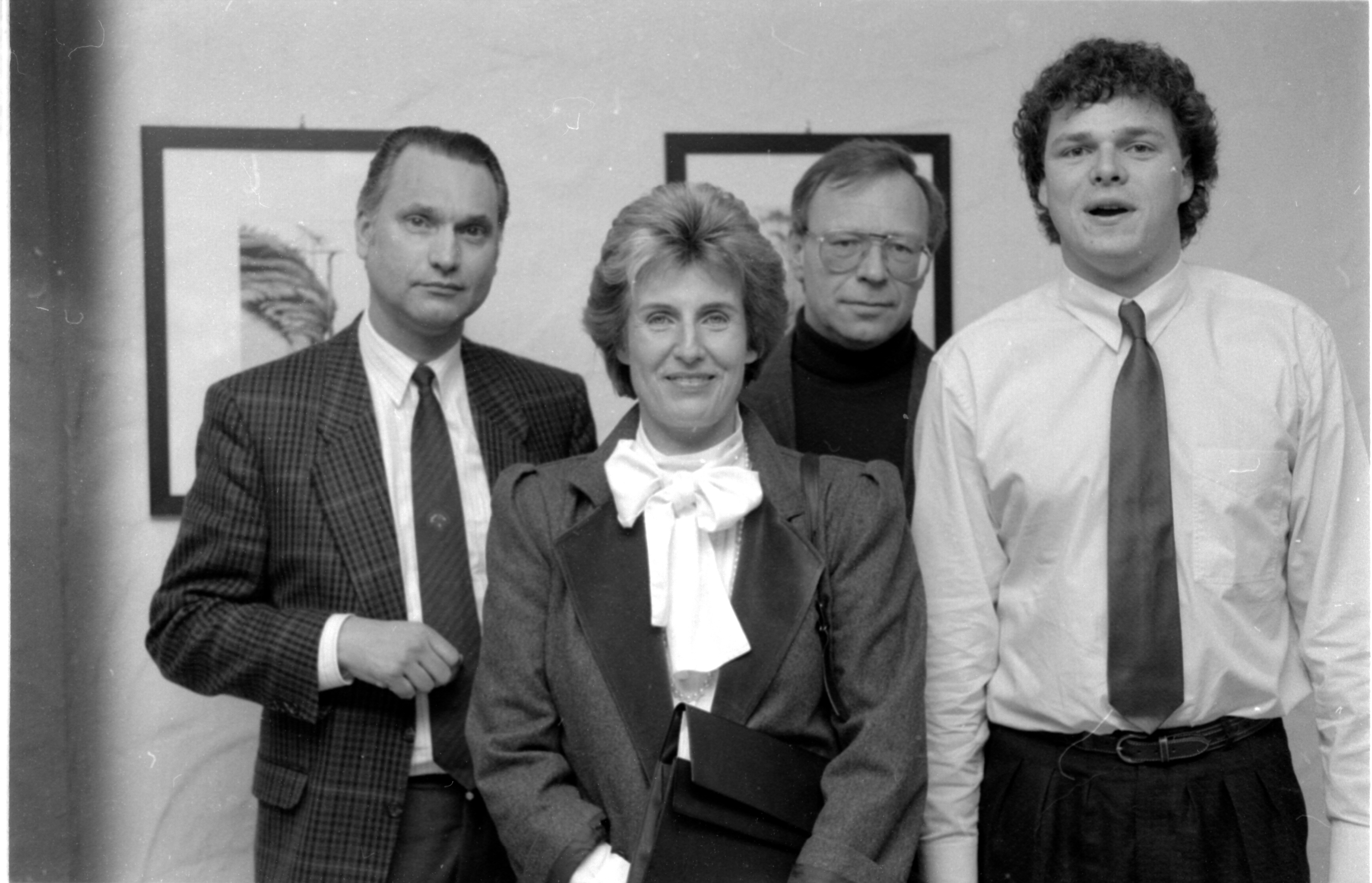
Dieckvoß (links) mit Cornelia Schmalz-Jacobsen, Hans-Artur Bauckhage und Birger Ehrenberg, 1989

Hans Hermann Dieckvoß (* 16. März 1939 in Landau in der Pfalz) ist ein deutscher Jurist und Politiker (FDP).

## Leben und Beruf
Nach dem Abitur studierte Dieckvoß zunächst Rechtswissenschaften. Er war dann als Verwaltungsrichter tätig und wirkte zuletzt als Vorsitzender Richter an einem Verwaltungsgericht. Von 1987 bis 2006 war er Mitglied des Kuratoriums der Landeszentrale für politische Bildung in Rheinland-Pfalz, dessen Vorsitz er von 2000 bis 2006 innehatte.

## Partei
Dieckvoß trat in die FDP ein und war zeitweise stellvertretender Landesvorsitzender der Liberalen in Rheinland-Pfalz.

## Abgeordneter
Dieckvoß war Mitglied des Rheinland-Pfälzischen Landtages und dort von 1987 bis 1996 Vorsitzender der FDP-Fraktion.

## Ehrungen
- 1997: Verdienstkreuz 1. Klasse der Bundesrepublik Deutschland
- 2006: Ehrensenator der Technischen Universität Kaiserslautern
- 2006: Verdienstorden des Landes Rheinland-Pfalz